# ጨ
Cette page contient des caractères éthiopiques. En cas de problème, consultez Aide:Unicode ou testez votre navigateur.
ጨ (translittéré č̣ä, tch’ä ou ch’ä) est un caractère utilisé dans l’alphasyllabaire éthiopien pour l’écriture de l’amharique, du bilen, du gouragué sebat bet et du tigrigna comme symbole de base pour représenter les syllabes débutant par une consonne affriquée palato-alvéolaire sourde éjective [tʃʼ].

## Usage
L’écriture éthiopienne est un alphasyllabaire ou chaque symbole correspond à une combinaison consonne + voyelle, organisé sur un symbole de base correspondant à la consonne et modifié par la voyelle. ጨ correspond à une consonne affriquée palato-alvéolaire sourde éjective [tʃʼ] (ainsi qu'à la syllabe de base « č̣ä »). Les différentes modifications du caractères sont les suivantes :
- ጨ : « č̣ä »
- ጩ : « č̣u »
- ጪ : « č̣i »
- ጫ : « č̣a »
- ጬ : « č̣é »
- ጭ : « č̣e »
- ጮ : « č̣o »
- ጯ : « č̣wa »

## Représentation informatique
Dans la norme Unicode, les caractères sont représentés dans la table relative à l'éthiopien, :
- ጨ : U+1328, « syllabe éthiopienne ttchä »
- ጩ : U+1329, « syllabe éthiopienne ttchu »
- ጪ : U+132A, « syllabe éthiopienne ttchi »
- ጫ : U+132B, « syllabe éthiopienne ttcha »
- ጬ : U+132C, « syllabe éthiopienne ttché »
- ጭ : U+132D, « syllabe éthiopienne ttche »
- ጮ : U+132E, « syllabe éthiopienne ttcho »
- ጯ : U+132F, « syllabe éthiopienne ttchwa »